# رنگینک کاکل‌آتشی

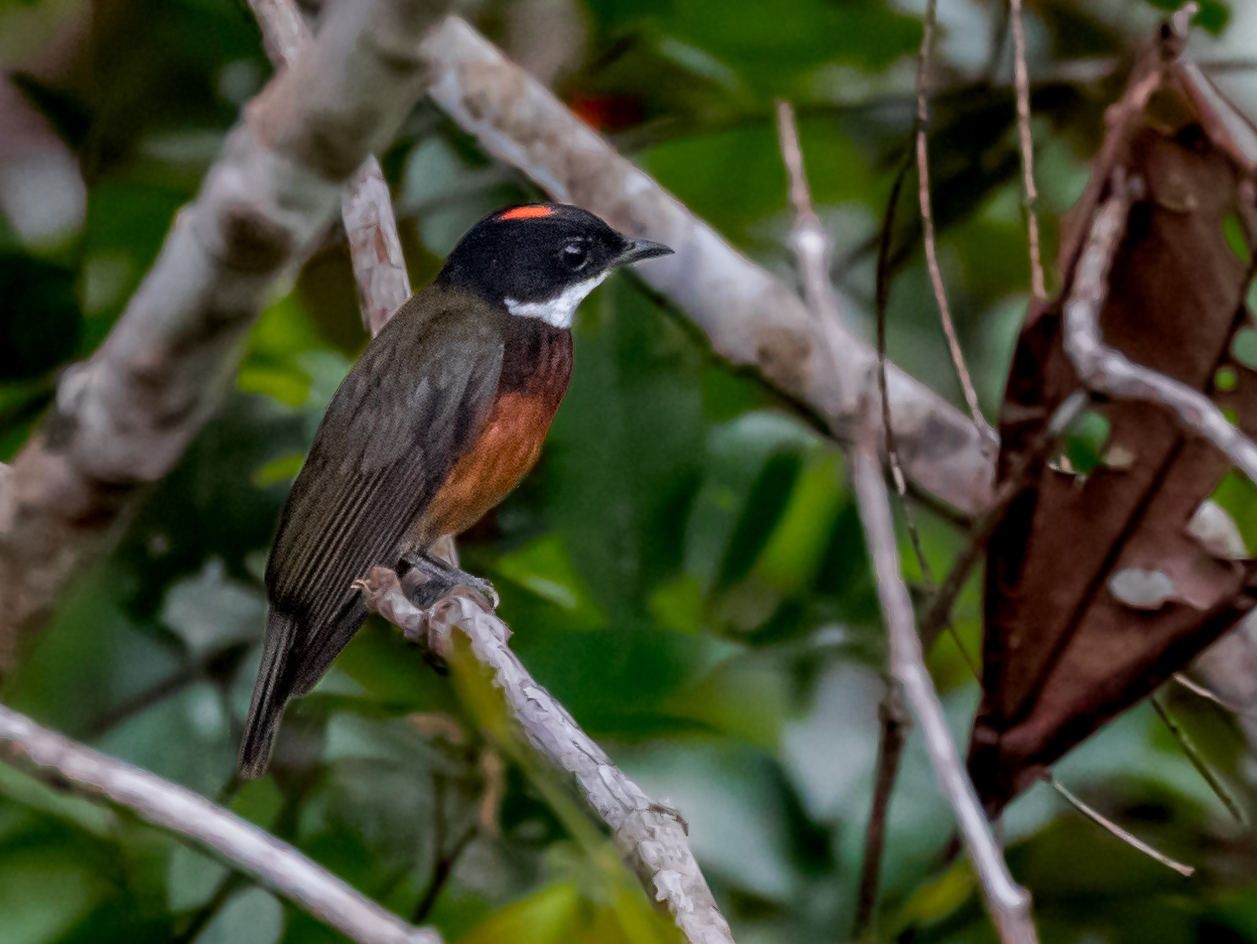
رنگینک کاکل‌آتشی

رنگینک کاکل‌آتشی (نام علمی: Heterocercus linteatus) نام یک گونه از سرده دگرشاخکی‌ها است.